# Macrobiotus insularis
Espèce
Macrobiotus insularis est une espèce de tardigrades de la famille des Macrobiotidae.

## Distribution
Cette espèce est endémique des îles Andaman en Inde.

## Publication originale
- Pilato, 2006 : Remarks on the Macrobiotus polyopus group, with the description of two new species (Eutardigrada, Macrobiotidae). Zootaxa, no 1298, p. 37-47.